# Ars Musicae de Barcelona

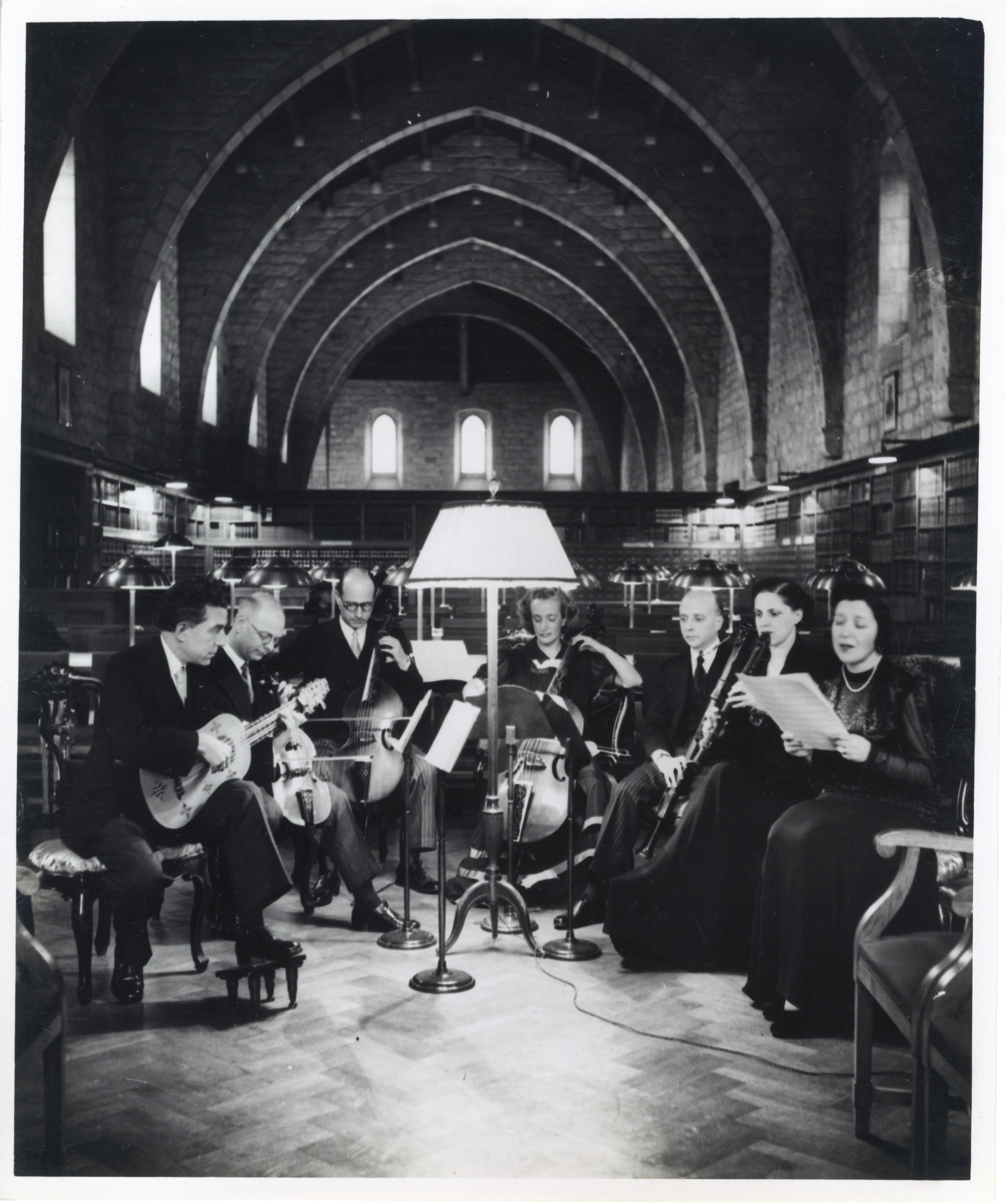
Die Gruppe Ars Musica 1941 im gotischen „Hospital de la Santa Creu“, der heutigen Biblioteca de Catalunya

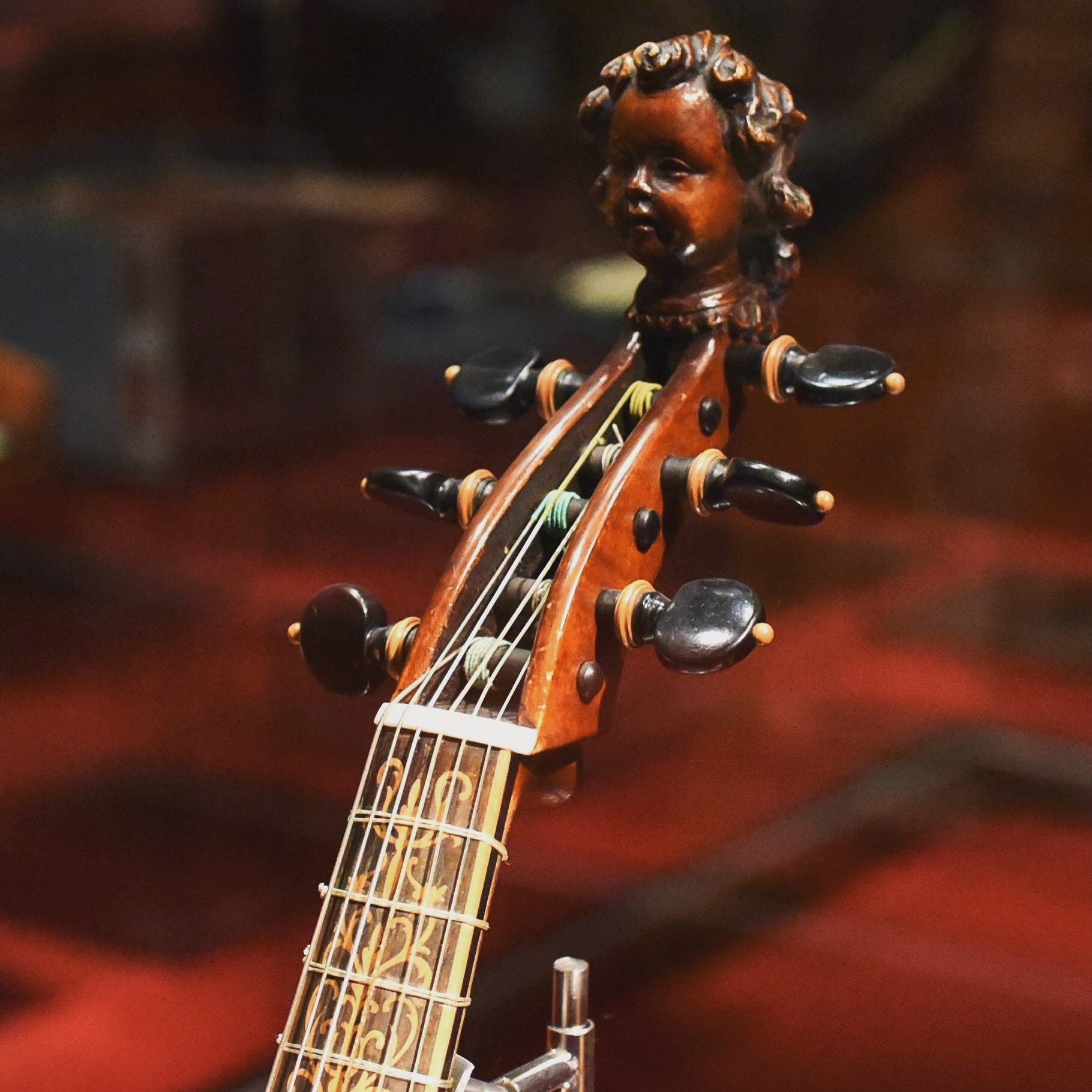
Detail des Nachbaus einer historischen Gambe von Ignasi Fleta aus dem Jahr 1941

Ars Musicae de Barcelona, oft einfach auch als Ars Musicae bezeichnet, war ein katalanisches Vokal- und Instrumentalensemble aus Barcelona, das auf mittelalterliche und frühneuzeitliche Musik Kataloniens und Spaniens spezialisiert war. Das Ensemble war von 1935 bis 1979 aktiv. Es wurde 1935 von dem Musikologen Josep María Lamaña in Barcelona gegründet. Es widmete sich der Interpretation der Musik des Mittelalters, der Renaissance und des Frühbarock auf alten Originalinstrumenten oder auf Kopien solcher Instrumente. Das Ensemble war weltweit eine der Pioniergruppen, die sich dem Thema Alte Musik und Historische Aufführungspraxis stellten.

## Geschichte
Die Ursprünge des Ensembles gehen auf das von Eduard Toldrà gegründete, aus nichtprofessionellen Instrumentalisten bestehende Orquestra d'Estudis Simfònics de Barcelona zurück. Diese Musiker waren für ein Forschungsprojekt im Bereich der Alten Musik bereit, auf historischen Instrumenten oder deren Nachbauten zu spielen. Auf dieser Basis übernahm Josep María Lamaña 1935 das Orchester und benannte es zu Ars Musicae um. Das erste öffentliche Konzert des umbenannten Ensembles fand zur Eröffnung des Internationalen Kongresses für Musikwissenschaft 1936 in Barcelona statt. Von 1935 an wurde das Ensemble von Josep María Lamaña, von 1957 bis 1972 von Enric Gispert und von 1972 bis 1979 von Romà Escalas i Llimona, dem Direktor des Museu de la Música de Barcelona, geleitet.
1941 in der Frühphase dieser Musikformation trat die bekannte Sopranistin Victoria de los Ángeles dem Ensemble zunächst als Flötistin bei. Sie machte sich in den folgenden fünf Jahren mit alter katalanischer und spanischer Musik auch in Hinsicht auf das Fach Gesang vertraut. Ihr erster öffentlicher Auftritt mit dem Ensemble erfolgte am 19. Mai 1944 im Palau de la Música Catalana. Später trat sie sporadisch mit dem Ensemble auf, dessen Ehrenpräsidentin sie wurde. Sie spielte in den 1960er Jahren auch einige Tonträgeraufnahmen mit dem Ensemble ein. Ab 1965 wurde das Ensemble permanent durch den von Enric Gispert gegründeten Chor Al·leluia unterstützt. Andere Künstler, die mit dieser Gruppe auftraten waren der Tenor Josep Benet, der Bratschist und Gambist Jordi Savall sowie dessen Frau, die Sopranistin und Spezialistin für Alte Musik Montserrat Figueras. Sie alle starteten in dem Ensemble ihre Karriere.
Das Ensemble trat bei bedeutenden Musikfestivals Europas wie denen von Edinburgh, Granada und Barcelona auf. Es machte Aufnahmen für Radio und Fernsehen in Frankreich, England, den USA und in Spanien. Es spielte zahlreiche Tonträgeraufnahmen ein.
Nach der Auflösung des Ensembles 1979 wurden Dokumente (Faksimiles historischer Partituren) und der wertvolle Instrumentenbestand (fast einhundert Instrumente, die nach historischen Vorbildern gefertigt wurden) dem Museu de la Música de Barcelona übergeben. Viele dieser Instrumente wurden von dem der Gruppe angehörigen aragonesischen Gitarrenbauer Ignasi Fleta und von Josep Maria Lamaña selbst konstruiert. Mit diesen Nachbauten suchte man eine Annäherung an die Originale und die Authentizität der Klänge für jede Musikperiode sicherzustellen.